# 倆忘煙水裡
《倆忘烟水裡》，1982年香港無綫電視古裝剧《天龙八部之六脈神剑》的主题曲，由顾嘉煇負責作、編曲，黃霑填詞，主唱者为关正傑及关菊英，是首中國風的抒情歌。首次收錄的專輯是關菊英同年發行的《天龍八部之六脈神劍》。本曲据传为顾嘉煇自己最为满意的作品。

## 相關背景
黃霑在1983年一個書面訪問中說歌曲監製看完歌詞後不明白「倆忘烟水裡」的意思，但他堅持聽眾會明白，不必改動，結果監製依從。

前女友林燕妮亦透露，歌名中的「忘」字本應是茫茫然的「茫」，但唱片公司認為聽眾不會明白就棄用了。林覺得用「茫」字意境更高和對題。
另，跟歌名有關的古語：「相濡以沫，不如相忘於江湖。」（出自《莊子·內篇·大宗師》及《莊子·外篇·天運》）、唐代李白的诗句「身世如两忘，从君老烟水」（出自李白《金门答苏秀才》）、清代施世纶的诗句「岂是两忘机，各在烟水里」（施世纶《将至昭阳遇雨》）。

## 特徵及評價

### 作編曲
作曲方面：4/4節拍，抒情題材故為慢速。除前奏外，旋律以五聲音階寫成；C大調，少數樂句F大調；音域為大十度。
曲式結構為：前奏－A段－B1段－B2段－間奏－B1－B2－尾聲。

A段的旋律是全曲的基礎，B段跟A段的最大分野在於移高了四度，感情也更濃烈，合唱部分（即B2段）則以二部旋律結構示人（複音音樂），旋律交錯象徵曲中男女主角痛苦和矛盾的心境；其主部旋律跟B1段一致，副部旋律則脫胎自A段最後一個樂句，「寫法簡單而優美」；被樂評人黃志華視為「中國風格的流行歌曲創作的極致」，因為二部旋律均是純五聲音階，代表能用的樂音少，亦越難寫得好。
編曲方面：運用了風鈴、琵琶、單簧管、電結他、低音電結他、弦樂器及鋼琴。

### 歌詞
歌詞參考了金庸原著小說的回目。
文學評論家陳世驤曾說《天龍八部》的中心思想為「冤孽與超度」，填詞人楊熙認為《倆》亦以此為主題:92。
詞評人朱耀偉認為「女兒意、英雄痴；塞外約、枕畔詩；磊落志、天地心；往日意、今日痴」運用一連串並列的意象，把「情義兩難存的矛盾」體現出來，是中國古典詩和英美現代詩的常用技巧。
八十年代尚未出道的林夕（梁偉文）認為《倆》語氣多變、意象多端，並緊扣「虛幻」此中心主題，又說「笑莫笑、悲莫悲」是「禪趣逼人」的佳句，但受一些人非議說難以理解，因此為黃霑感到無奈。
林燕妮及前香港音樂專科學校校長徐允清均認為此詞甚難填，因為粵語已經頗為音調化，再要為交織的兩個聲部填詞，則容易錯拍、倒字、聽起來不和諧，但黃霑卻克服了這道難題，這也是前者建議黃霑提交此詞參加最佳中文（流行）歌詞獎（十大中文金曲頒獎音樂會）的原因。

### 歌手
林燕妮形容關正傑「聲音斯文，咬字清雅，而且音域大」、關菊英「歌聲很純，未食人間煙火」，兩者配合融洽。

## 獎項
- 1982年度第五屆十大中文金曲頒獎音樂會：最佳中文（流行）歌詞獎（黃霑）

- 1983年第七屆香港金唱片頒獎典禮：「IFPI特別獎」（頒予合唱曲）[11]

- 1985年：無綫電視「18年主題金曲大選」「18主題金曲」[12]

## 其他版本
另有國語版，歌詞不變，一版歌手亦不變，收錄於金聲唱片發行的專輯《天龍八部》（1983年，台灣），但台灣播出劇集時卻採用青山與張鴻的對唱版本；另一版女主唱換成黃鶯鶯，收錄於飛利浦發行的專輯《天龍八部·衝激》（1984年，星馬）。